# Équipe cycliste Joker Fuel of Norway
L'équipe cycliste Joker Fuel of Norway est une équipe cycliste norvégienne, active entre 2005 et 2020. Durant son existence, elle participe aux circuits continentaux de cyclisme et en particulier l'UCI Europe Tour.

## Histoire de l'équipe

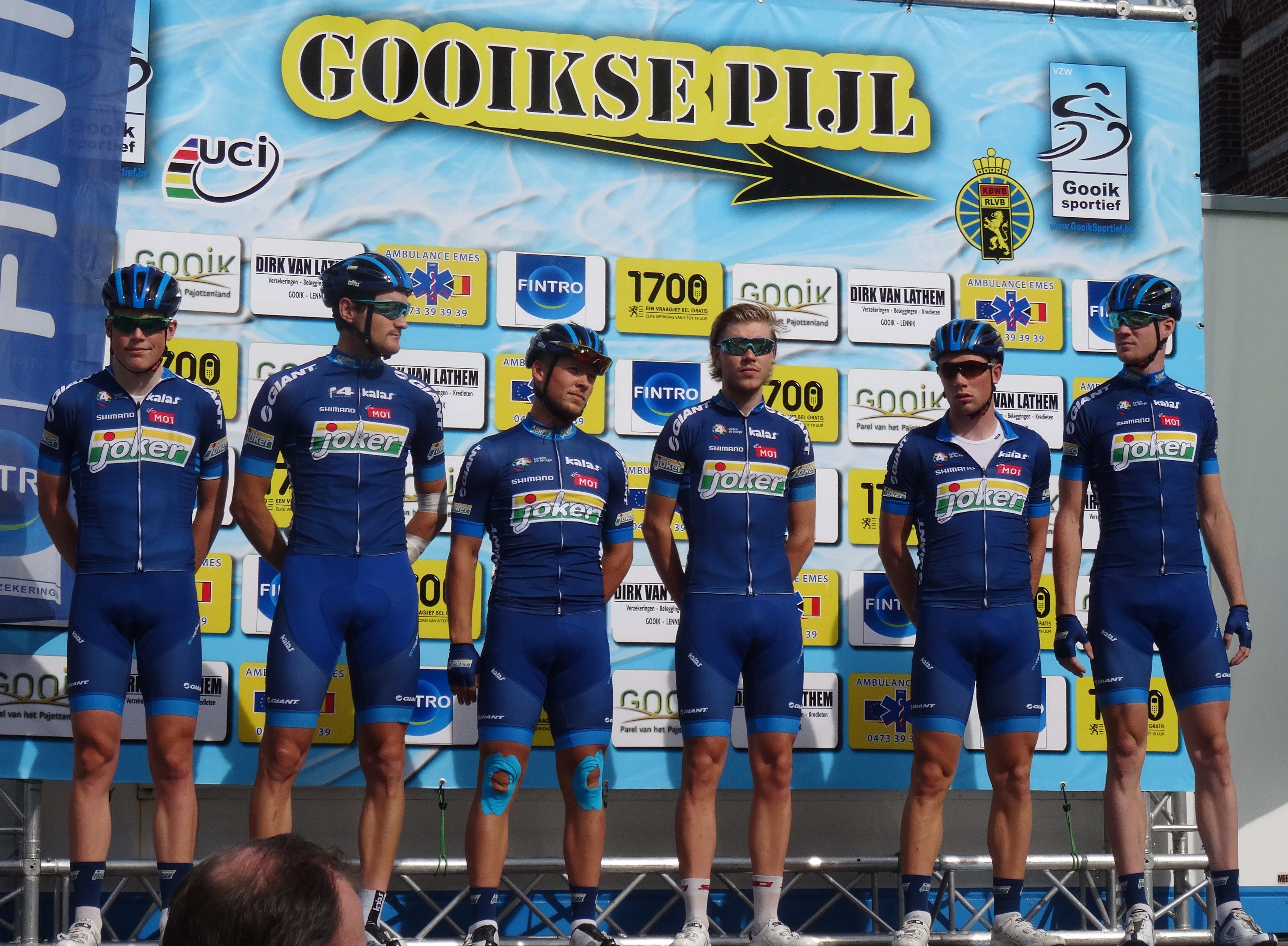
Six coureurs à la Gooikse Pijl 2014.

L'équipe compte essayer de participer au Tour de France dans les années à venir avec un effectif composé d'au moins une moitié de Norvégiens.
En 2014, douze coureurs dont deux stagiaires constituent l'effectif de l'équipe, qui remporte cinq victoires.
L'équipe norvégienne annonce sa dissolution à la fin de la saison 2020.

## Principales victoires

### Courses d'un jour
- Grand Prix Möbel Alvisse : Gabriel Rasch (2006)
- Scandinavian Race Uppsala : Edvald Boasson Hagen (2006)
- Paris-Corrèze : Edvald Boasson Hagen (2007)
- Poreč Trophy : Ole Haavardsholm (2009)
- Rogaland Grand Prix : Frederik Wilmann (2011)
- Gooikse Pijl : Vegard Robinson Bugge (2013)
- Ringerike Grand Prix : Reidar Borgersen (2013)
- Arno Wallaard Memorial : Edvin Wilson (2014)
- Okolo Jiznich Cech : Reidar Borgersen (2014)
- Duo normand : Reidar Borgersen et Truls Engen Korsæth (2014)
- Grand Prix d'Isbergues : Kristoffer Halvorsen (2016)
- Handzame Classic : Kristoffer Halvorsen (2017)
- Grand Prix Horsens : Herman Dahl (2018)

### Courses par étapes
- Istrian Spring Trophy : Edvald Boasson Hagen (2007)
- Rhône-Alpes Isère Tour : Gabriel Rasch (2007)
- Mi-août bretonne : Frederik Wilmann (2009)
- Ringerike Grand Prix : Gabriel Rasch (2006), Edvald Boasson Hagen (2007) et Christer Rake (2010)
- Ronde de l'Oise : Vegard Breen (2013), Henrik Evensen (2018)
- Tour d'Alsace : Vegard Stake Laengen (2015)
- Tour de Gironde : Amund Grøndahl Jansen (2016)
- Tour du Jura : Carl Fredrik Hagen (2018)
- Tour de Normandie : Ole Forfang (2019)
- International Tour of Rhodes : Søren Wærenskjold (2020)

### Championnats nationaux
- Championnats de Norvège sur route : 5
  - Contre-la-montre : 2014 (Reidar Borgersen)
  - Course en ligne espoirs : 2013 (Kristoffer Skjerping), 2015 (Odd Christian Eiking) et 2016 (Amund Grøndahl Jansen)
  - Contre-la-montre espoirs : 2015 (Truls Engen Korsæth)

## Classements UCI
L'équipe participe aux circuits continentaux et principalement à des épreuves de l'UCI Europe Tour. Les tableaux ci-dessous présentent les classements de l'équipe sur les différents circuits, ainsi que son meilleur coureur au classement individuel.
UCI America Tour
| Saison | Classement par équipes | Meilleur coureur au classement individuel |
| ------ | ---------------------- | ----------------------------------------- |
| 2015   | 49e                    | Truls Engen Korsæth (330e)                |

UCI Asia Tour
| Saison | Classement par équipes | Meilleur coureur au classement individuel |
| ------ | ---------------------- | ----------------------------------------- |
| 2010   | 48e                    | Christer Rake (146e)                      |
| 2011   | 34e                    | Adrian Gjølberg (116e)                    |
| 2016   | 12e                    | Kristoffer Halvorsen (27e)                |

UCI Europe Tour
| Saison | Classement par équipes | Meilleur coureur au classement individuel |
| ------ | ---------------------- | ----------------------------------------- |
| 2005   | 79e                    | Lars Petter Nordhaug (354e)               |
| 2006   | 32e                    | Edvald Boasson Hagen (21e)                |
| 2007   | 22e                    | Edvald Boasson Hagen (5e)                 |
| 2008   | 67e                    | Alexander Kristoff (139e)                 |
| 2009   | 37e                    | Alexander Kristoff (97e)                  |
| 2010   | 63e                    | Vegard Stake Laengen (293e)               |
| 2011   | 51e                    | Vegard Stake Laengen (191e)               |
| 2012   | 71e                    | Vegard Breen (263e)                       |
| 2013   | 54e                    | Vegard Breen (180e)                       |
| 2014   | 26e                    | Reidar Borgersen (37e)                    |
| 2015   | 20e                    | Vegard Stake Laengen (56e)                |
| 2016   | 18e                    | Kristoffer Halvorsen (55e)                |
| 2017   | 18e                    | Kristoffer Halvorsen (145e)               |
| 2018   | 35e                    | Herman Dahl (141e)                        |
| 2019   | 75e                    | Ole Forfang (599e)                        |
| 2020   | 44e                    | Søren Wærenskjold (342e)                  |

L'équipe est également classée au Classement mondial UCI qui prend en compte toutes les épreuves UCI et concerne toutes les équipes UCI.
| Saison | Classement par équipes | Meilleur coureur au classement individuel |
| ------ | ---------------------- | ----------------------------------------- |
| 2016   | -                      | Kristoffer Halvorsen (106e)               |
| 2017   | -                      | Kristoffer Halvorsen (318e)               |
| 2018   | -                      | Herman Dahl (289e)                        |
| 2019   | 129e                   | Ole Forfang (822e)                        |
| 2020   | 74e                    | Søren Wærenskjold (418e)                  |

## Joker Fuel of Norway en 2020
| Cycliste                | Date de naissance | Nationalité | Équipe 2019                                  |  |
| ----------------------- | ----------------- | ----------- | -------------------------------------------- |  |
| Håkon Aalrust           | 5 janvier 1998    | Norvège     | Team Coop                                    |  |
| Daniel Årnes            | 6 juin 2000       | Norvège     | Joker Fuel of Norway                         |  |
| Herman Dahl             | 24 novembre 1993  | Norvège     | Joker Fuel of Norway                         |  |
| Ludvik Aspelund Holstad | 1er août 1998     | Norvège     | Joker Fuel of Norway                         |  |
| Ådne Holter             | 8 juillet 2000    | Norvège     | Uno-X Norwegian Development Team (Stagiaire) |  |
| Øivind Lukkedal         | 19 juin 1994      | Norvège     | Joker Fuel of Norway                         |  |
| Sondre Midtsveen        | 11 septembre 1997 | Norvège     |                                              |  |
| Fridtjof Røinås         | 2 août 1994       | Norvège     | Joker Fuel of Norway                         |  |
| Andreas Staune-Mittet   | 5 juillet 1998    | Norvège     |                                              |  |
| Marius Wold             | 16 juillet 1998   | Norvège     |                                              |  |
| Søren Wærenskjold       | 12 mars 2000      | Norvège     | Joker Fuel of Norway                         |  |

## Saisons précédentes

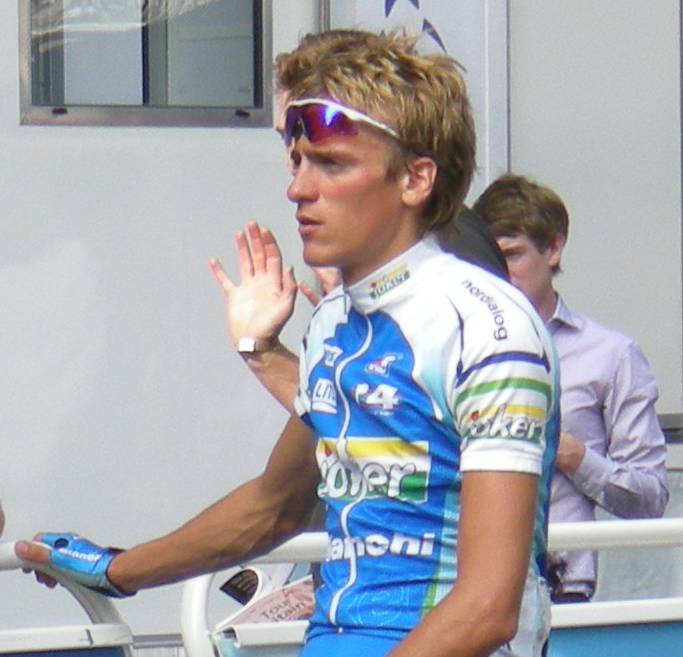
Frederik Wilmann durant le Tour de Grande-Bretagne 2009

- Joker en 2014
- Joker en 2015
- Joker Byggtorget en 2016
- Joker Icopal en 2017